# Pyrausta bambucivora
Pyrausta bambucivora là một loài bướm đêm trong họ Crambidae.